# Stanisław Bojanowski

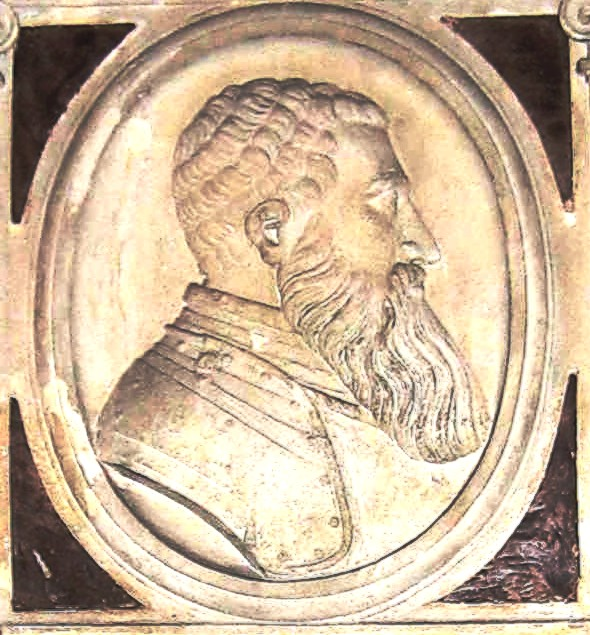
Stanisław Bojanowski

Stanisław Bojanowski herbu Junosza (ur. w 1507, zm. 17 czerwca 1555 w Krakowie) – sekretarz królewski króla Zygmunta II Augusta, agent dyplomatyczny księcia pruskiego Albrechta Hohenzollerna.

## Życiorys
Od 1543 roku był sekretarzem dworu polskiego  Zygmunta Augusta. W latach 1547–1555 służył księciu Albrechtowi, dostarczając mu najświeższych informacji z życia dworu krakowskiego. Sekretarz radził księciu, aby ten uczył swego syna języka polskiego, by w przyszłości mógł zostać królem Polski. Należał do kółka humanistów, które zbierało się na dworze biskupa krakowskiego Samuela Maciejowskiego  w Prądniku. Zyskał uznanie Mikołaja Reja (Źwierzyniec) i Łukasza Górnickiego (Dworzanin polski), którzy w swoich utworach sławili jego ogładę i prawdomówność.